# Zhangzhou
Zhangzhou (漳州 ; pinyin : Zhāngzhōu) est une ville de la province du Fujian en Chine. Sa population était de 250 300 habitants en 2001.

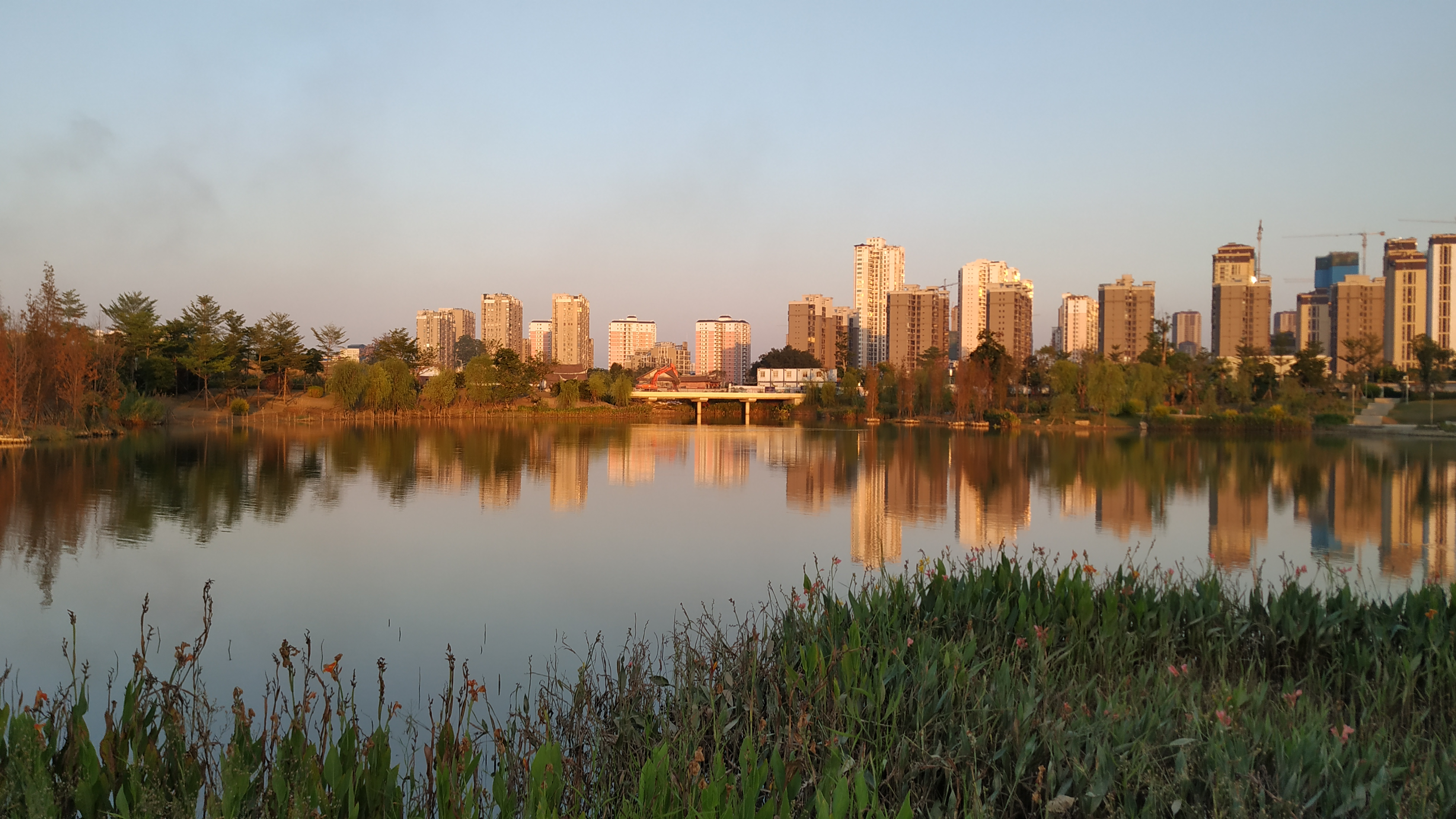
Cour occidentale du Parc Zhangzhou Eco.

## Économie
En 2005, le PIB total a été de 62,9 milliards de yuans, et le PIB par habitant de 13 402 yuans.

## Subdivisions administratives
La ville-préfecture de Zhangzhou exerce sa juridiction sur onze subdivisions - deux districts, une ville-district et huit xian :
- le district de Xiangcheng - 芗城区 Xiāngchéng Qū ;
- le district de Longwen - 龙文区 Lóngwén Qū ;
- la ville de Longhai - 龙海市 Lónghǎi Shì ;
- le xian de Yunxiao - 云霄县 Yúnxiāo Xiàn ;
- le xian de Zhangpu - 漳浦县 Zhāngpǔ Xiàn ;
- le xian de Zhao'an - 诏安县 Zhào'ān Xiàn ;
- le xian de Changtai - 长泰县 Chángtài Xiàn ;
- le xian de Dongshan - 东山县 Dōngshān Xiàn ;
- le xian de Nanjing - 南靖县 Nánjìng Xiàn ;
- le xian de Pinghe - 平和县 Pínghé Xiàn ;
- le xian de Hua'an - 华安县 Huá'ān Xiàn.

## Transport
- L'aéroport international de Xiamen-Xiang'an (en construction) se trouve à 72 kilomètres du centre-ville de Zhangzhou.

## Énergie
Les deux premiers réacteurs de la centrale nucléaire de Zhangzhou sont en construction (respectivement depuis octobre 2019 et septembre 2020), ils devraient entrer en service commercial en 2024 et 2025. À terme la centrale devrait comporter six réacteurs de type Hualong-1 (ou HPR 1000).

## Personnalités
- Xu Haifeng (1957-), champion olympique de tir en 1984.